# Municipio de Concord (condado de Louisa)
El municipio de Concord (en inglés: Concord Township) es un municipio ubicado en el condado de Louisa en el estado estadounidense de Iowa. En el año 2010 tenía una población de 683 habitantes y una densidad poblacional de 9,83 personas por km².

## Geografía
El municipio de Concord se encuentra ubicado en las coordenadas 41°17′49″N 91°17′48″O / 41.29694, -91.29667. Según la Oficina del Censo de los Estados Unidos, el municipio tiene una superficie total de 69.5 km², de la cual 67,83 km² corresponden a tierra firme y (2,41 %) 1,68 km² es agua.

## Demografía
Según el censo de 2010, había 683 personas residiendo en el municipio de Concord. La densidad de población era de 9,83 hab./km². De los 683 habitantes, el municipio de Concord estaba compuesto por el 80,97 % blancos, el 0,15 % eran afroamericanos, el 0,73 % eran amerindios, el 0,88 % eran asiáticos, el 16,11 % eran de otras razas y el 1,17 % eran de una mezcla de razas. Del total de la población el 29,14 % eran hispanos o latinos de cualquier raza.